# Festival de Música da Ibiapaba
O Festival de Música da Ibiapaba é um evento musical realizado anualmente que acontece na Região da Ibiapaba, na cidade de Viçosa do Ceará.
O Festival de Música da Ibiapaba é o primeiro projeto do Norte e Nordeste do estado do Ceará centrado na formação em Música Popular Brasileira, que visa contemplar a diversidade de expressão na música, destacando a musicalidade nordestina, através de oficinas e apresentações musicais, promovendo o intercâmbio de experiências e estimulando a prática musical e a criação de variadas formações como orquestras, bandas, corais e grupos instrumentais. Teve início em 2004 e é realizado em Viçosa do Ceará, em palcos montados na Praça da Igreja Matriz e na Igreja do Céu. 
O Festival é uma realização do Instituto de Arte e Cultura do Ceará (IACC) e do Centro Dragão-do-mar de Arte e Cultura, através do Governo do Estado do Ceará, com o apoio do Governo Municipal. 